# Labi Siffre
Pour les articles homonymes, voir Siffre.
Labi Siffre est un poète et auteur-compositeur-interprète britannique né le 25 juin 1945 dans le quartier d'Hammersmith à Londres.
Il est d'origine nigériane par son père, et, par sa mère, d'origine barbadienne et belge. Il a grandi à Bayswater et Hampstead en étant scolarisé dans une école catholique (St Benedict) à Ealing (Londres-Ouest). Cependant, il se considère comme athée et estime l'avoir toujours été.
Il est notamment l'auteur et chanteur de (Something Inside) so strong, de It must be love, reprise par Madness, et de I Got The....
Ce dernier titre fut samplé par de nombreux artistes de hip hop avec (entre autres) :
- Eminem pour son tube My Name Is ;
- Jay-Z pour Streets Is Watching.
- TTC pour Végétarienne
- Noreaga pour N.O.R.E
- Foxy Brown pour Hotspot
- Beatnuts pour Beatnuts Forever
- Def Squad ft Jamal pour Countdown
- Frankenstein pour Quiet Storm
- I wonder Kanye West
- Insane Clown Posse ft Twiztid pour Slim Anus
- Tiger Ranks pour Party wit’ Me
- Charles Hamilton pour Charles Hamilton I'm Good(Bret Hart)
- Casey pour Freestyle (Mixtape Sang d'encre)
- Patrice pour Sneakers

Il est également l'auteur de My Song, samplé par Kanye West pour I Wonder, de Too Late samplé par Mark Ronson sur I Suck, ainsi que de la chanson I Don't Know What's Happened to the Kids Today que l'on peut entendre dans la série télévisée Misfits.

## Vie privée
Siffre a rencontré son partenaire Peter Lloyd en juillet 1964 et ils sont restés ensemble pendant 48 ans. Ils ont conclu un partenariat civil en 2005, dès que cela a été légalement possible au Royaume-Uni. Du milieu des années 1990 jusqu'à la mort de Lloyd en 2013, Siffre et lui ont vécu dans une sorte de "ménage à trois" avec Rudolf van Baardwijk dans le village de Cwmdu, près de Crickhowell, dans le sud du pays de Galles. Labi et Rudolf (Ruud) van Baardwijk se sont mariés en décembre 2014. Ruud est décédé en 2016. Siffre vit aujourd'hui en Espagne.

## Discographie selective

### Albums studio
Labi Siffre fut longtemps sous contrat avec Pye Records.
- 1970 - Labi Siffre
- 1971 - The Singer and the Song
- 1972 - Crying Laughing Loving Lying
- 1973 - For the Children
- 1975 - Happy
- 1975 - Remember My Song
- 1988 - So Strong
- 1991 - Man of Reason

### Compilations & Live
- 1974 - The Best of Labi Siffre (Compilation)
- 1989 - Make My Day (Compilation)
- 2001 - The Music of Labi Siffre (Compilation)
- 2006 - The last Songs (Enregistré Live et en solo durant la tournée "Last Songs Tour" en 1998)
- 2020 - My Song (Coffret 9CD 50ème anniversaire inclus 146 titres dont 44 bonus)